# Awake (zespół muzyczny)
Awake – polski zespół hardcore punk z Poznania, działający od września 1995 do 2001.

## Twórczość
Grupa powstała we wrześniu 1995. W lutym 1997 formacja wydała kasetę demo, zatytułowaną S.E.paration, a miesiąc później rozpoczęła koncertowanie. W kwietniu 1998 została wydana debiutancka płyta pt. Awake. Materiał na nowe wydawnictwo formacja promowała na trasie jesienią 1997. Po wydaniu go albumu ze składu odszedł jeden z dwóch gitarzystów.
Grupa reprezentowała w czasie swojej działalności postawę straight edge oraz wegetarianizm, propagowała abstynencję oraz wytykała absurdalność i zagrożenia płynące z konsumpcyjnego modelu życia. Kwestie te znajdywały silne odzwierciedlenie w tekstach utworów.
W warstwie muzycznej grupa była klasyfikowana jako nowoczesny, żywiołowy sXe new school hardcore, nasuwający skojarzenia do dokonań zespołów Refused, Snapcase.

## Członkowie
Skład 1995–1998
- Aleksander Kołodziej – gitara
- Sławomir Wieczorek – śpiew
- Zbigniew Neumann – gitara basowa
- Michał Parucki – gitara
- Sławomir Drzewiecki – perkusja

Skład 1998–2001
- Zbigniew Neumann – gitara basowa, śpiew
- Sławomir Drzewiecki – perkusja
- Aleksander Kołodziej – gitara

## Dyskografia
Demo
- S.E.paration (1997, STC)

Albumy studyjne
- Awake (1998, STC)
- Kingdom Of Madness (1999, Shing Records)
- Hell (2001, Mami Records)

## Teledyski
- "Suffering Days" (2001, prod. Farben Und Graphit Gruppe)